# Goričko (Vogelschutzgebiet)
Das europäische Vogelschutzgebiet Goričko liegt auf dem Gebiet der Stadtgemeinde Murska Sobota und der Gemeinde Lendava im Nordosten Sloweniens. Das etwa 402 km² große Vogelschutzgebiet umfasst die Region Goričko, eine hügelige Kulturlandschaft an der Grenze zu Österreich und Ungarn. Das Klima ist trockener als im Rest des Landes. Die ländliche Gegend ist mit zahlreichen Dörfern recht dicht besiedelt, wobei sich aber eine weitgehend kleinbäuerliche Kultur mit extensiver Landnutzung erhalten hat. Die Landschaft wird von Äckern dominiert, und durch Hecken, Waldstücke und Streuobstwiesen strukturiert. Auf den Äckern kommt eine artenreiche Begleitflora vor. An Hangbereichen sind Magerrasen ausgebildet.
Auf ungarischer Seite grenzt das Vogelschutzgebiet Őrség unmittelbar an. Im Westen besteht eine unmittelbare Verbindung zum österreichischen Europaschutzgebiet Teile des südoststeirischen Hügellandes inklusive Höll und Grabenlandbäche. Das Gebiet überschneidet sich in großen Teilen mit dem gleichnamigen FFH-Gebiet.

## Schutzzweck
Folgende Vogelarten sind für das Gebiet gemeldet; Arten, die im Anhang I der Vogelschutzrichtlinie geführt sind, sind mit * gekennzeichnet:
| Bild             | Anhang I | EU Code | Art              | wissenschaftlicher Name    |
| ---------------- | -------- | ------- | ---------------- | -------------------------- |
| Schilfrohrsänger |          | A295    | Schilfrohrsänger | Acrocephalus schoenobaenus |
| Eisvogel         | *        | A229    | Eisvogel         | Alcedo atthis              |
| Weißstorch       | *        | A031    | Weißstorch       | Ciconia ciconia            |
| Schwarzstorch    | *        | A030    | Schwarzstorch    | Ciconia nigra              |
| Wachtel          |          | A113    | Wachtel          | Coturnix coturnix          |
| Schwarzspecht    | *        | A236    | Schwarzspecht    | Dryocopus martius          |
| Seeadler         | *        | A075    | Seeadler         | Haliaeetus albicilla       |
| Zwergdommel      | *        | A022    | Zwergdommel      | Ixobrychus minutus         |
| Neuntöter        | *        | A338    | Neuntöter        | Lanius collurio            |
| Heidelerche      | *        | A246    | Heidelerche      | Lullula arborea            |
| Zwergohreule     |          | A214    | Zwergohreule     | Otus scops                 |
| Wespenbussard    | *        | A072    | Wespenbussard    | Pernis apivorus            |
| Grauspecht       | *        | A234    | Grauspecht       | Picus canus                |
| Wiedehopf        |          | A232    | Wiedehopf        | Upupa epops                |